# Кристофер I
Кристофер I (дат. Christoffer 1.; 1219 — 29 мая 1259) — король Дании с 1252 года. Сын датского короля Вальдемара II и принцессы Беренгарии Португальской.
Брат датских королей Абеля и Эрика IV. Избран королём 25 декабря 1252 года после смерти старшего брата Абеля.

## Биография
Большую часть правления занимался борьбой со своими многочисленными противниками. После признания сына Абеля Вальдемара III правителем южной Ютландии Кристофер пресёк его попытки занять датский престол, но это привело к тому, что эта пограничная территория стала относительно независимой от власти короля. Он также был вынужден заключить в 1257 году мир с королями Норвегии и Швеции, спровоцированными вторжениями Абеля на их территорию, и уступил отдельным политическим требованиям датской знати. При нём впервые был созван средневековый датский парламент Данехоф (дат. Danehof). В 1256 году он принял участие в церковном соборе в Вейи. 
В 1259 году Кристофер поссорился с церковью из-за отказа канонизировать Эрика IV. Позже он приказал арестовать архиепископа Якоба Эрландсена, не желавшего признавать принца Эрика полноправным наследником престола. После этого Кристофер был отлучен от церкви, но, по всей видимости, ненадолго, так как был похоронен по всем христианским правилам. Смерть короля, случившаяся в том же 1259 году, была очень неожиданной. Вскоре после принятия Святого Причастия он умер, но доказательств его отравления нет. Сторонники Кристофера, однако, были убеждены в его отравлении и называли его «Krist-Offer» («Христова жертва»).

## Семья

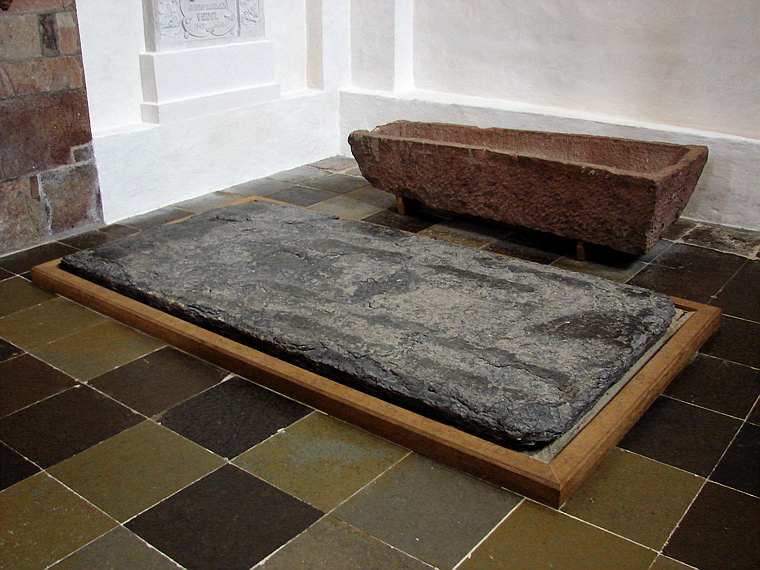
Саркофаг Кристофера I

С 1248 года Кристофер был женат на Маргарите Померанской.
Дети:
- Матильда (ум. 1311) — жена маркграфа бранденбургского Альбрехта III;
- Маргарита (ум. 1306) — жена графа Гольштейн-кильского Йохана II;
- Эрик (1249—1286) — король Дании Эрик V.